# Giorgio II Šubić
Giorgio II Šubić (in croato Juraj II Šubić Bribirski; 1275 circa – Clissa, 15 dicembre 1328) fu un membro della nobile famiglia croata dei Šubić, signore dalla fortezza di Clissa.

## Biografia

### Primi anni

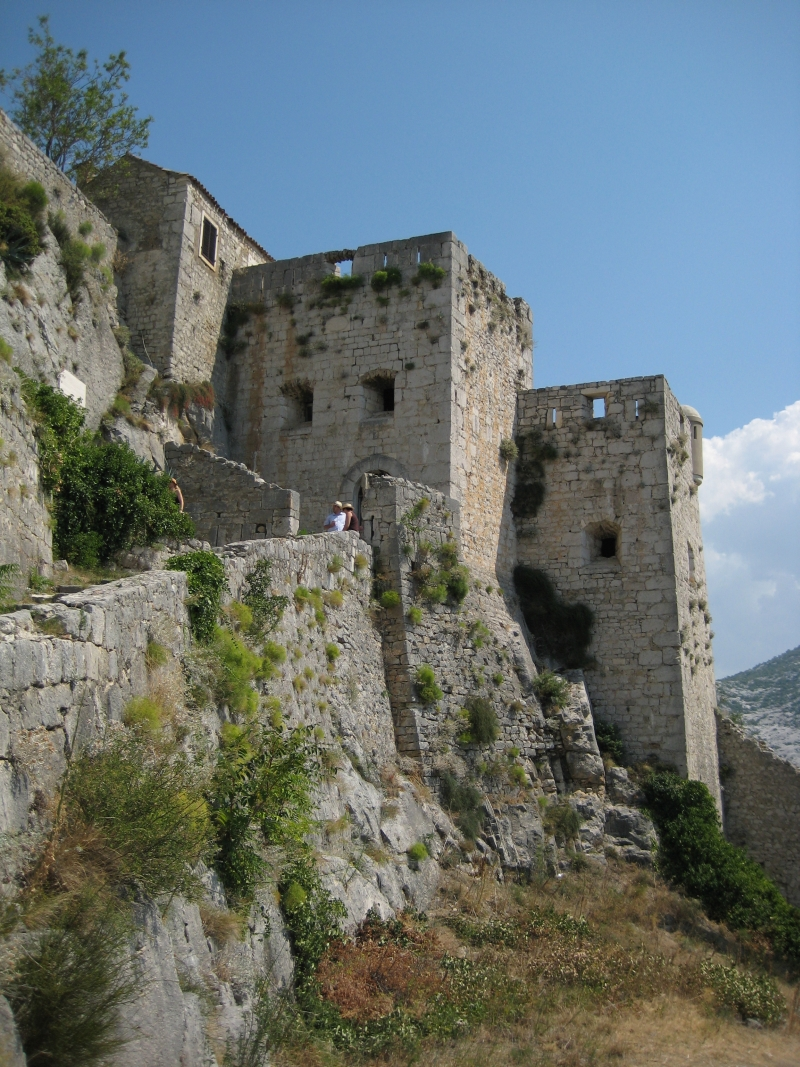
La fortezza di Clissa, da cui Giorgio II Šubić esercitava la sua autorità

Giorgio II era figlio di Paolo I Šubić, che fu il nobile croato più potente tra la fine del XIII secolo e l'inizio del XIV secolo. Dopo che suo fratello Mladen II venne fatto prigioniero, Giorgio II si impose come principale esponente della famiglia Šubić con il sostegno dei suoi due fratelli rimasti, ovvero Gregorio I e Paolo II.

### Duca
Quando Giorgio I morì, suo nipote Giorgio II gli succedette come sovrano in Dalmazia. Quando Paolo si spense nel maggio del 1312, Mladen II gli succedette come bano di Croazia e Dalmazia e divise le sue città ai fratelli: Gregorio ricevette Sebenico e Bribir, mentre Giorgio II ricevette Almissa, Nona e Clissa.
Giorgio II cercò di riprendere possesso delle terra e l'influenza che suo fratello, Mladen II Šubić, aveva perso nell'ultima guerra per la Bosnia. Tuttavia, non rivendicò la Bosnia, anzi, perseguì la conquista delle terre in Croazia, che erano state sottratte ai Šubić dal principe Giovanni Nelipac. Stefano II Kotromanić cambiò di nuovo schieramento e ricominciò a combattere per i Šubić. Nell'estate del 1324 il principe Nelipac e Giorgio II si scontrarono nei pressi delle cascate di Cherca. Stefano II riservò un notevole sostegno ai Šubić, ma non osò coinvolgersi nella lotta. Il seguito di Šubić fu battuto vicino a Tenin, e Giorgio II stesso venne catturato dal principe Nelipac qualche tempo dopo la battaglia. Stefano aveva tentato di liberare Giorgio II dalla prigionia, ma ogni tentativo fallì; spirò infine nel 1328.

## Discendenza
Juraj II Šubić ebbe cinque figli:
- Paolo III (m. 1356), sposò la nobildonna veneziana Caterina Dandolo
- Caterina sposò il conte Giovanni Jurišić
- Božidar o "Deodat" (morto nel 1348), conte di Bribir 1345–47
- Mladen III (morto nel 1348), governò Klis nel 1330–48, sposò la principessa serba Jelena Nemanjic
- Elena (1306 circa-1378) che sposò il reggente di Bosnia Ladislao Kotromanić a Clissa e diede alla luce il primo re di Bosnia Tvrtko I.